# Université de Louhansk
L'université de Louhansk (en ukrainien : Луганський національний університет імені Тараса Шевченка, LNU, université nationale de Louhansk en mémoire de Taras Chevtchenko) est la plus ancienne et prestigieuse université du Donbass en Ukraine. Elle porte le nom du poète Taras Chevtchenko.

## Historique
Fondée en 1921 à Louhansk par un groupe d'enseignants, elle porte aujourd'hui le nom de Taras Chevtchenko.

## Anciens étudiants de l'université
- Serhiy Aksenenko (en) ;
- Valentina Zakoretskaya, parachutiste ;
- Olga Kazakova ;
- Oleksiy Danilov ;
- Vasyl Holoborodko ;
- Jelena Saslawskaja ;
- Inna Forostiouk  ;
- Vasyl Holoborodko.

### Enseignants
- Oleg Fissounenko.